# قرية كاتسكيل (نيويورك)
قرية كاتسكيل (بالإنجليزية: Catskill (village), New York)‏ هي منطقة سكنية تقع في الولايات المتحدة في مقاطعة غرين، نيويورك. يقدر عدد سكانها بـ 4,081 نسمة ومساحتها 7.3 كم2 وترتفع عن سطح البحر 13 متر.

## التركيبة السكانية
حدّد مكتب تعداد الولايات المتحدة بيانات التركيبة السكانية لقرية كاتسكيل في تعداد الولايات المتحدة. في ما يلي، التركيبة السكانية حسب تعدادي 2000 و2010.

### تعداد عام 2000
بلغ عدد سكان قرية كاتسكيل 4,392 نسمة بحسب تعداد عام 2000، وبلغ عدد الأسر 1,765 أسرة وعدد العائلات 1,101 عائلة مقيمة في القرية. في حين سجلت الكثافة السكانية 593.5 نسمة لكل كيلومتر مربع (1,537.2/ميل2). وبلغ عدد الوحدات السكنية 2,048 وحدة بمتوسط كثافة قدره 276.8 لكل كيلومتر مربع (716.9/ميل2).
وتوزع التركيب العرقي للقرية بنسبة 81.40% من البيض و12.73% من الأمريكيين الأفارقة و0.39% من الأمريكيين الأصليين و0.61% من الأمريكيين ذوي الأصول الآسيوية و0.02% من سكان جزر المحيط الهادئ و1.48% من الأعراق الأخرى و3.37% من عرقين مختلطين أو أكثر و6.22% من الهسبانيون أو اللاتينيون من أي عرق.
بلغ عدد الأسر 1,765 أسرة كانت نسبة 33.1% منها لديها أطفال تحت سن الثامنة عشر تعيش معهم، وبلغت نسبة الأزواج القاطنين مع بعضهم البعض 38.9% من أصل المجموع الكلي للأسر، ونسبة 18.3% من الأسر كان لديها معيلات من الإناث دون وجود شريك، بينما كانت نسبة 5.2% من الأسر لديها معيلون من الذكور دون وجود شريكة وكانت نسبة 37.6% من غير العائلات. تألفت نسبة 31.2% من أصل جميع الأسر من عدة أفراد يعيشون في نفس المنزل ونسبة 12.9% كانت تتألف من شخص يعيش بمفرده يبلغ من العمر 65 عاماً أو أكثر. وبلغ متوسط حجم الأسرة المعيشية 2.39، أما متوسط حجم العائلات فبلغ 2.99.
بلغ العمر الوسطي للسكان 37.4 عاماً. وكانت نسبة 25.4% من القاطنين تحت سن الثامنة عشر، وكانت نسبة 7.8% بين الثامنة عشر والرابعة والعشرين عاماً، ونسبة 25.5% كانت واقعةً في الفئة العمرية ما بين الخامسة والعشرين والرابعة والأربعين عاماً، ونسبة 21.6% كانت ما بين الخامسة والأربعين والرابعة والستين، ونسبة 15.8% كانت ضمن فئة الخامسة والستين عاماً فما فوق. يوجد لكل 100 أنثى 87.9 ذكر، ويوجد لكل 100 أنثى في الثامنة عشر من عمرها فما فوق 84.0 ذكر.
بلغ متوسط دخل الأسرة في القرية 28,075 دولارًا، أما متوسط دخل العائلة فبلغ 34,635 دولارًا. وكان متوسط دخل الذكور 32,857 دولارًا مقابل 21,578 دولارًا للإناث. وسجل دخل الفرد الخاص بالقرية 15,169 دولارًا. وكانت نسبة 16.6% من العائلات ونسبة 19% من السكان تحت خط الفقر، وكان من هؤلاء نسبة 29.6% تحت سن الثامنة عشر ونسبة 9.9% في الخامسة والستين من العمر وما فوق.

### تعداد عام 2010
بلغ عدد سكان قرية كاتسكيل 4,081 نسمة بحسب تعداد عام 2010، وبلغ عدد الأسر 1,744 أسرة وعدد العائلات 976 عائلة مقيمة في القرية. في حين سجلت الكثافة السكانية 551.5 نسمة لكل كيلومتر مربع (1,428.4/ميل2). وبلغ عدد الوحدات السكنية 2,029 وحدة بمتوسط كثافة قدره 274.2 لكل كيلومتر مربع (710.2/ميل2).
وتوزع التركيب العرقي للقرية بنسبة 78.58% من البيض و12.40% من الأمريكيين الأفارقة و0.61% من الأمريكيين الأصليين و1.32% من الأمريكيين ذوي الأصول الآسيوية و0.02% من سكان جزر المحيط الهادئ و3.01% من الأعراق الأخرى و4.04% من عرقين مختلطين أو أكثر و9.02% من الهسبانيون أو اللاتينيون من أي عرق.
بلغ عدد الأسر 1,744 أسرة كانت نسبة 29.8% منها لديها أطفال تحت سن الثامنة عشر تعيش معهم، وبلغت نسبة الأزواج القاطنين مع بعضهم البعض 32.7% من أصل المجموع الكلي للأسر، ونسبة 18.5% من الأسر كان لديها معيلات من الإناث دون وجود شريك، بينما كانت نسبة 4.7% من الأسر لديها معيلون من الذكور دون وجود شريكة وكانت نسبة 44% من غير العائلات. تألفت نسبة 33.8% من أصل جميع الأسر من عدة أفراد يعيشون في نفس المنزل ونسبة 10.7% كانت تتألف من شخص يعيش بمفرده يبلغ من العمر 65 عاماً أو أكثر. وبلغ متوسط حجم الأسرة المعيشية 2.30، أما متوسط حجم العائلات فبلغ 2.98.
بلغ العمر الوسطي للسكان 39.7 عاماً. وكانت نسبة 22.4% من القاطنين تحت سن الثامنة عشر، وكانت نسبة 9.1% بين الثامنة عشر والرابعة والعشرين عاماً، ونسبة 26.1% كانت واقعةً في الفئة العمرية ما بين الخامسة والعشرين والرابعة والأربعين عاماً، ونسبة 28.2% كانت ما بين الخامسة والأربعين والرابعة والستين، ونسبة 14.2% كانت ضمن فئة الخامسة والستين عاماً فما فوق. وتوزع التركيب الجنسي للسكان بنسبة 49.7% ذكور و50.3% إناث.